# Educación en la ciudad de Córdoba (Argentina)
La Educación en la Ciudad de Córdoba está compuesta por los niveles inicial, primario, medio (secundaria) y superior. En todos los casos las instituciones son de origen público o privado. Según un estudio realizado en 2006, el aglomerado del Gran Córdoba, a nivel nacional, se ubica tercero en años de escolaridad promedio y participación de los individuos con estudios superiores completos. No así en valoración del capital humano donde cae al puesto 7 entre 8 estudiados. Respecto a la asistencia a establecimientos educativos, la ciudad se encuentra por encima del promedio provincial y nacional en casi todos los grupos de edad, siendo esta diferencia muy pronunciada en los grupos de 18 a 24 y 25 a 29 años, debido a que la ciudad es sede de varias universidades, la más importante de ellas, la Universidad Nacional de Córdoba, fundada en 1613. Este aire universitario le ha valido el apodo de Córdoba, la docta.

## Definiciones
El artículo 9 expresa que es el Estado (en sus distintos escalafones), el que financia el Sistema Educativo Nacional y, además, impone un piso del 6% del Producto Bruto Interno como recurso para financiarla:

Artículo 9º — El Estado garantiza el financiamiento del Sistema Educativo Nacional conforme a las previsiones de la presente ley. Cumplidas las metas de financiamiento establecidas en la Ley Nº 26.075, el presupuesto consolidado del Estado nacional, las provincias y la Ciudad Autónoma de Buenos Aires destinado exclusivamente a educación, no será inferior al SEIS POR CIENTO (6%) del Producto Interno Bruto (PIB).

Los distintos niveles educativos se definen, según ley de Educación Nacional 26.206, como se describe a continuación:

Artículo 18. — La Educación Inicial constituye una unidad pedagógica y comprende a los/as niños/as desde los CUARENTA Y CINCO (45) días hasta los CINCO (5) años de edad inclusive, siendo obligatorio el último año.

Artículo 26. — La Educación Primaria es obligatoria y constituye una unidad pedagógica y organizativa destinada a la formación de los/as niños/as a partir de los SEIS (6) años de edad.

Artículo 29. — La Educación Secundaria es obligatoria y constituye una unidad pedagógica y organizativa destinada a los/as adolescentes y jóvenes que hayan cumplido con el nivel de Educación Primaria.

Artículo 34. — La Educación Superior comprende:
a) Universidades e Institutos Universitarios, estatales o privados autorizados, en concordancia con la denominación establecida en la Ley Nº 24.521.

b) Institutos de Educación Superior de jurisdicción nacional, provincial o de la Ciudad Autónoma de Buenos Aires, de gestión estatal o privada.

La educación en la ciudad se distribuye, al igual que en todo el territorio, en los ámbitos público y privado. Esto quiere decir que existen instituciones estatales y otras de gestión privada. Al respecto vale citar los artículos 62 y 63 sobre la gestión privada:

Artículo 62. — Los servicios educativos de gestión privada estarán sujetos a la autorización, reconocimiento y supervisión de las autoridades educativas jurisdiccionales correspondientes.

Artículo 63. — Tendrán derecho a prestar estos servicios la Iglesia Católica, las confesiones religiosas inscriptas en el Registro Nacional de Cultos; las sociedades, cooperativas, organizaciones sociales, sindicatos, asociaciones, fundaciones y empresas con personería jurídica y las personas físicas. Estos agentes tendrán los siguientes derechos y obligaciones:
a) Derechos: crear, administrar y sostener establecimientos educativos; matricular, evaluar y emitir certificados y títulos con validez nacional; nombrar y promover a su personal directivo, docente, administrativo y auxiliar; formular planes y programas de estudio; aprobar el proyecto educativo institucional de acuerdo con su ideario y participar del planeamiento educativo.

b) Obligaciones: Cumplir con la normativa y los lineamientos de la política educativa nacional y jurisdiccional; ofrecer servicios educativos que respondan a necesidades de la comunidad; brindar toda la información necesaria para la supervisión pedagógica y el control contable y laboral por parte del Estado.

## Estudios superiores

Ubicación de Universidades en Córdoba: 1. Universidad Nacional de Córdoba. 2. Universidad Tecnológica Nacional. 3. Universidad Católica de Córdoba. 4. Universidad Blas Pascal. 5. Universidad Empresarial Siglo 21. 6. Instituto Universitario Aeronáutico.

Córdoba es sede de varias universidades. Es justamente este aire universitario lo que le ha valido el apodo de Córdoba, la docta. La Universidad Nacional de Córdoba, fundada en 1613 por los jesuitas y el impulso del Obispo Juan Fernando de Trejo, es una de las más importantes de Latinoamérica. 
La Universidad Católica de Córdoba fue fundada el 8 de junio de 1956 por el arzobispado de Córdoba y un conjunto de laicos médicos, abogados e ingenieros. Actualmente cuenta con 8.000 alumnos en 11 unidades académicas. Es la única universidad del país gestionada por la Compañía de Jesús.
El 33,13% de la población mayor de 15 años tiene el secundario completo y el terciario o universitario incompleto, y el 12,23% tiene sus estudios superiores completos, uno de los más altos, contra el 2,49% de la provincia y el 3,01% del país.
Otras universidades son:
- Universidad Tecnológica Nacional
- Universidad Empresarial Siglo 21
- Universidad Blas Pascal
- Instituto Universitario Aeronáutico
- Universidad Nacional Villa María (Sede Córdoba)

## Estadísticas
Los datos fueron obtenidos durante el censo de 2001 del INDEC.
| 3 a 4 años    | 40,23% | 39,06% | 39,13% |
| 5 años        | 84,45% | 85,90% | 78,80% |
| 6 a 11 años   | 99,07% | 99,09% | 98,20% |
| 12 a 14 años  | 94,84% | 93,74% | 95,11% |
| 15 a 17 años  | 79,33% | 76,45% | 79,40% |
| 18 a 24 años  | 48,77% | 40,52% | 36,86% |
| 25 a 29 años  | 23,69% | 16,55% | 14,41% |
| 30 y más años | 3,50%  | 2,49%  | 3,01%  |

| Sin Instrucción o primaria incompleta                      | 12,04% | 17,82% | 17,90% |
| Primaria completa y secundaria incompleta                  | 42,60% | 46,10% | 48,87% |
| Secundaria completa y terciario o universitario incompleto | 33,13% | 26,50% | 24,49% |
| Terciario o universitario completo                         | 12,23% | 9,58%  | 8,73%  |

### Nivel inicial
En lo que se refiere al nivel inicial, el municipio cuenta con 36 jardines maternales. En la primera tabla se observa que la variación matricular 2004-2008 fue del 38,3%, en tanto que para la segunda tabla fue de -7,97%.
| Marzo     | 553 | 609 | 675 | 797 | 765 |
| Diciembre | 535 | 599 | 659 | 801 |     |

| Marzo     | 1756 | 1632 | 1647 | 1476 | 1616 |
| Diciembre | 1740 | 1643 | 1618 | 1460 |      |

### Nivel primario
| Rep.  | 7,0  | 7,0  | 5,4  | 6,4  | 7,0  | 7,0  | 7,8  |
| Prom. | 92,2 | 91,2 | 93,1 | 92,3 | 92,9 | 91,8 | 91,2 |
| Desg. | 11,8 | 11,6 | 10,5 | 11,6 | 11,1 | 10,9 | 10,0 |

En la siguiente tabla se puede observar que entre 2001 y 2008 hubo una variación de -22,27% en la matrícula.
| Matrícula | 13045 | 12749 | 12214 | 11553 | 11054 | 10673 | 10449 | 10139 |

| Egresos | 1910 | 2011 | 1969 | 1852 | 1747 | 1765 | 1666 |

### Primaria para adultos
Según datos del censo 2001 del INDEC, en la ciudad hay 14.000 analfabetos completos y 120.000 funcionales, esto indica que el 13% de la población mayor de 15 años está en riesgo educativo. Entre los años 2001 y 2007 hubo un crecimiento del 57,94% en Educación Primaria de Adultos. La matrícula asciende a 250 alumnos.
| Egresados | 150 | 300 | 120 | 120 |

### Logros educativos
En esta sección, se presentan indicadores que reflejan los logros educativos de la fuerza de trabajo residente en los distintos aglomerados urbanos, particularmente la población económicamente activa (PEA) de entre 25 y 65 años de edad, basado en la Encuesta Permanente de Hogares (EPH) para el segundo semestre de 2005. Los indicadores se construyeron a partir del máximo nivel educativo alcanzado (título universitario, terciario completo y/o incompleto).
La idea implícita es que la escolaridad incrementa la cantidad de información y conocimientos útiles en una persona, además fortalece su capacidad de razonamiento y espíritu crítico. A medida que una persona progrese en su formación va a ir también reforzando su preparación general y adquiriendo instrumentos y conocimientos específicos que le permitirán llevar adelante actividades de mayor sofisticación. A su vez, una fuerza de trabajo más educada tendrá, ceteris paribus (permaneciendo constante todo lo demás), una mayor cantidad de conocimientos generales y específicos, mayor productividad económica potencial, y en consecuencia posibilitará mayor eficiencia productiva y diversificación económica.
Entre los indicadores que se utilizan para inferir la calidad de recursos humanos a partir de los sus logros educativos, se destacan dos de ellos: a) los que consideran la participación de las personas con determinado nivel educativo en el total de la población y b) los que consideran los años de escolaridad promedio de la población. La ventaja de esta metodología es su simplicidad de
construcción e interpretación y entre sus debilidades está la forma en que se intenta medir el capital humano. En efecto, trata de captar en forma indirecta el capital humano de la persona: no mide directamente la capacidad productiva del individuo sino su capacidad para haber avanzado en el sistema educativo formal. Supone implícitamente que la única forma en que se genera o acrecienta el capital humano es mediante la educación formal, lo cual es incompleto ya que también se puede adquirir capital humano trabajando (aprender haciendo), en otros ámbitos sociales en los que participa la persona (en la propia familia por ejemplo) o mediante el autoaprendizaje. También se critica a esta metodología, ya que supone igualmente valiosas a dos personas con el mismo logro educativo (igual cantidad de años de educación o igual nivel educativo alcanzado), pero con distinta formación (por ejemplo: un Físico igual a un Economista si ambos cursaron una carrera universitaria de cinco años), o a dos personas que accedieron a la misma formación pero en diferentes establecimientos educativos (supone que no hay diferencias en la calidad con que se proveen los servicios educativos en los diferentes establecimientos).
Finalmente otra crítica, se refiere en parte con una discusión más amplia relacionada con la contribución de la educación formal al crecimiento económico y en parte a una cuestión de orden práctico, relacionada con el hecho de que a priori no resulta fácil determinar cuál es el mejor indicador de los logros educativos. Por ejemplo, ¿debe utilizarse como indicador los años de escolaridad promedio que tiene la población o debe utilizarse como indicador la participación que tienen los graduados universitarios (o de otro nivel educativo) en la fuerza de trabajo? No existirían problemas si estos indicadores construidos para un mismo grupo de regiones o territorios generasen los mismos ordenamientos, pero no suele suceder así.
Claves de la tabla: a) Sin instrucción; b) Primario Incompleto (PI); c) Primario Completo (PC); d)
Secundario Incompleto (SI); e) Secundario Completo (SC); f) Terciario Incompleto (TI); g)
Terciario Completo (TC); h) Universitario Completo (UC). Para simplificar el análisis, las personas con Terciario Incompleto (TI) y/o Universitario Incompleto (UI) quedan comprendidas en un mismo grupo, al igual que las que cuentan con TC y/o UC.
| Gran La Plata            | 0,8 | 5,0 | 17,6 | 15,8 | 21,1 | 14,3 | 25,3 |
| Gran Rosario             | 1,0 | 5.7 | 25.9 | 10.3 | 22.6 | 10.7 | 23,8 |
| Mendoza                  | 0,6 | 5,4 | 20,5 | 18,0 | 20,9 | 15,2 | 19,5 |
| Gran Córdoba             | 0,8 | 5,9 | 17,9 | 14,4 | 21,4 | 15,8 | 23,8 |
| Gran Tucumán             | 1,6 | 8,5 | 23,5 | 14,4 | 18,1 | 15,0 | 19,0 |
| Buenos Aires             | 0,3 | 1,5 | 23,5 | 9,3  | 20,6 | 16,8 | 41,0 |
| 24 partidos del GBA      | 0,7 | 8,5 | 30,9 | 17,8 | 19,1 | 9,9  | 13,2 |
| Mar del Plata            | 0,5 | 5,7 | 25,2 | 13,3 | 21,9 | 15,2 | 18,3 |
| Resto de los aglomerados | 0,5 | 7,0 | 23,0 | 17,7 | 21,4 | 11,4 | 19,1 |
| Total aglomerados        | 0,6 | 6,5 | 23,8 | 15,8 | 20,3 | 12,2 | 19,1 |

Debe notarse que en el análisis anterior se tuvo en cuenta a las personas que contaban con estudios superiores completos (nivel terciario y/o universitario), pero podría surgir la duda respecto de si sería (o no) más correcto considerar sólo a las personas que terminaron el nivel universitario o, desde una perspectiva más amplia, a todas aquellas que hayan tenido contacto con los estudios superiores (los hayan o no completado). Elegir el nivel educativo más indicado es de suma importancia cuando se piensa por ejemplo en términos de las distintas actividades productivas y de sus diferentes requerimientos en capital humano.

### Participación individuos con estudios superiores
Según la siguiente tabla el 11,8% de la población de más de 15 años (PEEA) tenía
estudios superiores completos en el Gran Córdoba en el 2001, subiendo al 14,4% si se consideran los datos de la Encuesta Permanente de Hogares (EPH) de 2005.
| Buenos Aires        | 19,9 | 26,9 | 1 | 1 |
| Gran La Plata       | 13,6 | 16,4 | 2 | 2 |
| Gran Córdoba        | 11,8 | 14,4 | 3 | 3 |
| Gran Rosario        | 9,7  | 13,9 | 4 | 4 |
| Gran Mendoza        | 8,9  | 11,5 | 5 | 5 |
| 24 partidos del GBA | 6,8  | 8,1  | 6 | 6 |

### Años de escolaridad promedio
Años de escolaridad promedio por aglomerado urbano (II Semestre de 2005) para la Población económicamente activa de entre 25 y 65 años de edad.
| Buenos Aires        | 13,29 | 1 |
| Gran La Plata       | 11,71 | 2 |
| Gran Córdoba        | 11,59 | 3 |
| Gran Rosario        | 11,11 | 4 |
| Gran Mendoza        | 11,09 | 5 |
| Mar del Plata       | 10,83 | 6 |
| Gran Tucumán        | 10,62 | 7 |
| 24 partidos del GBA | 9,88  | 8 |

### Valor del capital humano
| Buenos Aires        | 0,62 | 8,29 | 13,35 | 1 |
| Gran Mendoza        | 0,58 | 4,38 | 7,53  | 2 |
| Gran La Plata       | 0,77 | 5,58 | 7,29  | 3 |
| Gran Tucumán        | 0,56 | 3,69 | 6,57  | 4 |
| Gran Rosario        | 1,00 | 5,09 | 5,09  | 5 |
| Mar del Plata       | 1,00 | 5,05 | 5,05  | 6 |
| Gran Córdoba        | 1,00 | 4,78 | 4,78  | 7 |
| 24 partidos del GBA | 1,00 | 4,71 | 4,71  | 8 |

La explicación del por qué el valor del capital humano es bajo en Córdoba, surge a partir de la propia técnica de estimación aplicada, y tiene que ver con las siguientes dos cuestiones: por un lado, el salario promedio en el Gran Córdoba es bajo en relación con los otros aglomerados y además, el salario de una persona sin instrucción es alto en relación con los otros.

### Retorno educativo
El retorno educativo se presenta en dos formas alternativas: como el rendimiento promedio de cada año adicional en el sistema de educación formal (primera columna) o como la retribución relativa por completar cada nivel educativo, en relación con no contar con instrucción formal o no haber completado la escuela primaria (segunda a cuarta columnas). Respecto a la primera especificación, el retorno promedio de cada año adicional de educación durante la segunda mitad de 2005 se estima en 7,12% para el total de aglomerados urbanos del país. Los resultados son estadísticamente significativos al 1%.
| Resto aglomerados   | 6,26  | 9,66   | 33,04 | 72,14 |
| Gran La Plata       | 8,04  | 27,24  | 60,25 | 89,72 |
| Gran Rosario        | 7,00  | 18,33  | 48,18 | 83,70 |
| Gran Mendoza        | 8,09  | 15,46  | 45,73 | 84,52 |
| Gran Córdoba        | 5,73  | -7,11  | 17,92 | 54,65 |
| Gran Tucumán        | 7,11  | 13,34  | 46,20 | 94,37 |
| Buenos Aires        | 10,13 | -11,11 | 36,54 | 75,28 |
| 24 partidos del GBA | 6,92  | 5,99   | 34,80 | 80,88 |
| Mar del Plata       | 5,18  | -10,63 | 11,86 | 56,65 |
| Total aglomerados   | 7,12  | 10,71  | 39,81 | 81,20 |

Cuando es utilizada la segunda especificación de la retribución a la educación, cada retorno debe interpretarse como el rendimiento de mercado por completar cada uno de los niveles considerados, en relación con el nivel considerado como base en las estimaciones (personas sin instrucción formal o primario incompleto). En la tabla se observa que para el total de aglomerados urbanos del país, la ganancia por completar el nivel primario es positivo y estadísticamente significativo, aunque relativamente bajo en valor absoluto (10,71%). Una de las razones para lo anterior es que el mercado de trabajo valora similarmente a personas con y sin nivel primario completo. Este resultado es habitual y tiende a presentarse con mayor frecuencia en los mercados de trabajo donde tanto la oferta como la demanda de trabajo presentan altos niveles de instrucción. En efecto, cuando se observan los resultados, se observan casos donde los retornos estimados son estadísticamente similares a cero a niveles de significación razonable, lo que implica que en esos aglomerados no se obtiene, en promedio, una retribución adicional por haber completado la escuela primaria. Observando los retornos relativos a los niveles medio y superior, en general se encuentran coeficientes estadísticamente importantes. A nivel del total de aglomerados, y en relación con las personas sin instrucción formal o primario incompleto, quiénes finalizaron la escuela secundaria perciben un ingreso laboral un 39% más elevado, en tanto que ese valor fue del 81% para quienes finalizaron una carrera de nivel superior.